# 게르만법
게르만법(독일어: germanisches Recht)이란 독일지방에서 발생한 법체계를 말한다. 현재 대륙법 체계에 큰 근간을 이루고 있으며 로마법의 요소를 내포하고 있다. 한국과 일본이 이 게르만법/독일법의 체계를 도입하였다.

## 특징
게르만족은 부족단위로 생활하였으며, 각 부족마다 고유의 법이 있었다. 이 영향으로 민법이 발전하였다.
게르만 민족이 만든 고법(古法)과 그 법계. 북유럽·서유럽·동유럽의 각 게르만 종족법(種族法)이 있으며, 각각 그리스·로마화(化)에는 차이를 볼 수 있다. 후세에 영국·독일·프랑스법으로 존속된 서구 게르만의 종족법은 게르만의 고유성(固有性)과 그리스·로마성을 반반씩 가지고 있다.
게르만법 제1기의 불문법시대( ∼476년)에는 인민의 의사에 기초를 두어 성립한 관습법이 주로서, ‘옛것이 좋은 것’으로 되었다.
제2기 부족법전(部族法典)의 시대(476∼887)에는 민족 이동 후의 부족국가가 로마 기독교 문화의 영향하에 부족 고유의 관습법을 법전화하였다. 속인법주의(屬人法主義)였으므로 각 부족법(프랑크·리부아리아·앵글로색슨의 각 부족법전)이나 로마인법(西고트, 부르군트의 로마人法)이 병존하였으며, 또한 왕국 전역에 미치는 왕법도 있었다. 살리카 법전은 당대 부족법 중 가장 중요한 것이다.
제3기 법서시대(法書時代 : 887∼1495)는 영국·독일·프랑스 각 국가가 봉건국가(封建國家)로서 확립되고, 봉건법·장원법(莊園法)·가인법(家人法)·도시법(都市法)·교회법 등이 난립했다. 속지법주의(屬地法主義)로 변하고, 부족법은 분국법(分國法)·란트법으로, 왕법은 제국법(帝國法)으로 발전하였다. 관습법은 독일어로 기록된 법서(法書)의 형식으로 성문화됐다. 〈작센슈피겔〉은 당대의 대표적 법서로서 작센 지방의 보통법인 란트법과 봉건법을 내용으로 하고 있다. 또한 프랑스에서는 꾸뜀(地方慣習法)으로서 북부에서 시행됐다. 〈꾸뛰미에〉는 그 법서이다.
관습법주의·단체주의·상징주의 등이 게르만법의 특색이 되고, 특히 후세에 기르케 등에 의하여 단체주의가 게르만 고유의 법사상으로서 제창되었다.

## 참고 문헌
- 게르만법 : 현승종, 박영사, 1989
- 이 문서에는 다음커뮤니케이션(현 카카오)에서 GFDL 또는 CC-SA 라이선스로 배포한 글로벌 세계대백과사전의 내용을 기초로 작성된 글이 포함되어 있습니다.